# Billy Ocean/Diskografie
Diese Diskografie ist eine Übersicht über die musikalischen Werke des britischen Popsängers Billy Ocean. Den Schallplattenauszeichnungen zufolge hat er bisher mehr als 12,6 Millionen Tonträger verkauft, davon alleine in seiner Heimat über 4,1 Millionen. Seine erfolgreichste Veröffentlichung ist das Album Suddenly mit über 2,4 Millionen verkauften Einheiten.

## Alben

### Studioalben
| Jahr | Titel Musiklabel                          | Höchstplatzierung, Gesamtwochen, AuszeichnungChartplatzierungen (Jahr, Titel, Musiklabel, Platzierungen, Wochen, Auszeichnungen, Anmerkungen) | Höchstplatzierung, Gesamtwochen, AuszeichnungChartplatzierungen (Jahr, Titel, Musiklabel, Platzierungen, Wochen, Auszeichnungen, Anmerkungen) | Höchstplatzierung, Gesamtwochen, AuszeichnungChartplatzierungen (Jahr, Titel, Musiklabel, Platzierungen, Wochen, Auszeichnungen, Anmerkungen) | Höchstplatzierung, Gesamtwochen, AuszeichnungChartplatzierungen (Jahr, Titel, Musiklabel, Platzierungen, Wochen, Auszeichnungen, Anmerkungen) | Höchstplatzierung, Gesamtwochen, AuszeichnungChartplatzierungen (Jahr, Titel, Musiklabel, Platzierungen, Wochen, Auszeichnungen, Anmerkungen) | Höchstplatzierung, Gesamtwochen, AuszeichnungChartplatzierungen (Jahr, Titel, Musiklabel, Platzierungen, Wochen, Auszeichnungen, Anmerkungen) | Anmerkungen                                                                                          |
| Jahr | Titel Musiklabel                          | DE | AT | CH | UK | US | R&B | Anmerkungen                                                                                          |
| ---- | ----------------------------------------- | --- | --- | --- | --- | --- | --- | --- |
| 1976 | Billy Ocean GTO (CBS)                     | — | — | — | — | — | — | Erstveröffentlichung: 5. Januar 1976                                                                 |
| 1980 | City Limit GTO (CBS)                      | — | — | — | — | — | — | Erstveröffentlichung: Juni 1980                                                                      |
| 1981 | Nights (Feel Like Getting Down) GTO (CBS) | — | — | — | — | US152 (3 Wo.)US | R&B27 (13 Wo.)R&B | Erstveröffentlichung: Juni 1981 Produzenten: Ken Gold, Nigel Martinez                                |
| 1982 | Inner Feelings Epic Records (CBS)         | — | — | — | — | — | R&B53 (5 Wo.)R&B | Erstveröffentlichung: Juli 1982 Produzenten: Billy Ocean, Nigel Martinez                             |
| 1984 | Suddenly Jive Records (CBS)               | DE43 (14 Wo.)DE | — | — | UK9 Gold · (59 Wo.)UK | US9 ×2Doppelplatin · (86 Wo.)US | R&B3 (70 Wo.)R&B | Erstveröffentlichung: 12. Juli 1984 Produzent: Keith Diamond                                         |
| 1986 | Love Zone Jive Records (CBS)              | DE33 (7 Wo.)DE | — | CH16 (5 Wo.)CH | UK2 Gold · (32 Wo.)UK | US6 ×2Doppelplatin · (48 Wo.)US | R&B1 (43 Wo.)R&B | Erstveröffentlichung: Mai 1986 Produzenten: Barry Eastmond, Wayne Brathwaite                         |
| 1988 | Tear Down These Walls Jive Records (BMG)  | DE17 (13 Wo.)DE | AT28 (4 Wo.)AT | CH10 (10 Wo.)CH | UK3 Gold · (13 Wo.)UK | US18 Platin · (31 Wo.)US | R&B7 (35 Wo.)R&B | Erstveröffentlichung: 25. März 1988 Produzenten: Robert John Lange, Barry Eastmond, Wayne Brathwaite |
| 1993 | Time to Move On Jive Records (BMG)        | — | — | — | — | — | — | Erstveröffentlichung: 22. Februar 1993                                                               |
| 2009 | Because I Love You Aqua Music (EQ)        | — | — | — | — | — | — | Erstveröffentlichung: 2. Februar 2009                                                                |
| 2013 | Here You Are Aqua Music (Absolute)        | — | — | — | — | — | — | Erstveröffentlichung: 14. April 2013                                                                 |
| 2020 | One World Aqua Music (Sony)               | — | — | — | UK14 (2 Wo.)UK | — | — | Erstveröffentlichung: 17. April 2020                                                                 |

grau schraffiert: keine Chartdaten aus diesem Jahr verfügbar

### Livealben
| Jahr | Titel Musiklabel                 | Anmerkungen                |
| ---- | -------------------------------- | -------------------------- |
| 2009 | Live Aqua Music                  | Erstveröffentlichung: 2009 |
| 2014 | Live in the UK 2014 Concert Live | Erstveröffentlichung: 2014 |

### Kompilationen
| Jahr | Titel Musiklabel                                                  | Höchstplatzierung, Gesamtwochen, AuszeichnungChartplatzierungen (Jahr, Titel, Musiklabel, Platzierungen, Wochen, Auszeichnungen, Anmerkungen) | Höchstplatzierung, Gesamtwochen, AuszeichnungChartplatzierungen (Jahr, Titel, Musiklabel, Platzierungen, Wochen, Auszeichnungen, Anmerkungen) | Höchstplatzierung, Gesamtwochen, AuszeichnungChartplatzierungen (Jahr, Titel, Musiklabel, Platzierungen, Wochen, Auszeichnungen, Anmerkungen) | Höchstplatzierung, Gesamtwochen, AuszeichnungChartplatzierungen (Jahr, Titel, Musiklabel, Platzierungen, Wochen, Auszeichnungen, Anmerkungen) | Höchstplatzierung, Gesamtwochen, AuszeichnungChartplatzierungen (Jahr, Titel, Musiklabel, Platzierungen, Wochen, Auszeichnungen, Anmerkungen) | Höchstplatzierung, Gesamtwochen, AuszeichnungChartplatzierungen (Jahr, Titel, Musiklabel, Platzierungen, Wochen, Auszeichnungen, Anmerkungen) | Anmerkungen                        |
| Jahr | Titel Musiklabel                                                  | DE | AT | CH | UK | US | R&B | Anmerkungen                        |
| ---- | ----------------------------------------------------------------- | --- | --- | --- | --- | --- | --- | ---------------------------------- |
| 1983 | Billy Ocean Scoop 33                                              | — | — | — | — | — | — | Erstveröffentlichung: 1983         |
| 1985 | The Early Years auch bekannt als: Emotions in Motion Souverän     | — | — | — | — | — | — | Erstveröffentlichung: 1985         |
| 1987 | Red Light Streetlife                                              | — | — | — | — | — | — | Erstveröffentlichung: 1987         |
| 1989 | Greatest Hits Jive Records (BMG)                                  | — | — | — | UK4 Platin · (17 Wo.)UK | US77 Platin · (16 Wo.)US | R&B65 (15 Wo.)R&B | Erstveröffentlichung: Oktober 1989 |
| 1989 | Love Really Hurts Without You Spectrum                            | — | — | — | — | — | — | Erstveröffentlichung: 1989         |
| 1993 | Lover Boy Spectrum                                                | — | — | — | — | — | — | Erstveröffentlichung: 1993         |
| 1997 | L. I. F. E. – Love Is for Ever Jive Records (Zomba)               | — | AT50 (1 Wo.)AT | — | UK7 Gold · (21 Wo.)UK | — | — | Erstveröffentlichung: August 1997  |
| 2002 | The Billy Ocean Collection Epic Records (Sony)                    | — | — | — | — | — | — | Erstveröffentlichung: 2002         |
| 2003 | Let’s Get Back Together – The Love Songs Jive Records (Zomba)     | — | — | — | UK69 (2 Wo.)UK | — | — | Erstveröffentlichung: Februar 2003 |
| 2004 | Ultimate Collection Jive Records (Zomba)                          | — | — | — | UK28 Silber · (4 Wo.)UK | — | — | Erstveröffentlichung: Juni 2004    |
| 2005 | The Best of Sony BMG                                              | — | — | — | — | — | — | Erstveröffentlichung: 2005         |
| 2010 | The Very Best of Sony Music (Sony)                                | — | — | — | UK17 Platin · (7 Wo.)UK | — | — | Erstveröffentlichung: April 2010   |
| 2013 | The Collection Music Club Deluxe (Sony)                           | — | — | — | — | — | — | Erstveröffentlichung: 2013         |
| 2014 | The Real … Billy Ocean: The Ultimate Collection Sony Music (Sony) | — | — | — | UK59 (3 Wo.)UK | — | — | Erstveröffentlichung: 2014         |

## Singles
| Jahr | Titel Album                                                        | Höchstplatzierung, Gesamtwochen, AuszeichnungChartplatzierungen (Jahr, Titel, Album, Platzierungen, Wochen, Auszeichnungen, Anmerkungen) | Höchstplatzierung, Gesamtwochen, AuszeichnungChartplatzierungen (Jahr, Titel, Album, Platzierungen, Wochen, Auszeichnungen, Anmerkungen) | Höchstplatzierung, Gesamtwochen, AuszeichnungChartplatzierungen (Jahr, Titel, Album, Platzierungen, Wochen, Auszeichnungen, Anmerkungen) | Höchstplatzierung, Gesamtwochen, AuszeichnungChartplatzierungen (Jahr, Titel, Album, Platzierungen, Wochen, Auszeichnungen, Anmerkungen) | Höchstplatzierung, Gesamtwochen, AuszeichnungChartplatzierungen (Jahr, Titel, Album, Platzierungen, Wochen, Auszeichnungen, Anmerkungen) | Höchstplatzierung, Gesamtwochen, AuszeichnungChartplatzierungen (Jahr, Titel, Album, Platzierungen, Wochen, Auszeichnungen, Anmerkungen) | Höchstplatzierung, Gesamtwochen, AuszeichnungChartplatzierungen (Jahr, Titel, Album, Platzierungen, Wochen, Auszeichnungen, Anmerkungen) | Anmerkungen | [↑]: gemeinsam behandelt mit vorhergehendem Eintrag; [←]: in beiden Charts platziert |
| Jahr | Titel Album                                                        | DE | AT | CH | UK | US | R&B | Dance | Anmerkungen |                                                                                      |
| ---- | ------------------------------------------------------------------ | --- | --- | --- | --- | --- | --- | --- | --- | ------------------------------------------------------------------------------------ |
| 1975 | Whose Little Girl Are You Billy Ocean                              | — | — | — | — | — | — | — | Erstveröffentlichung: 17. August 1975 |                                                                                      |
| 1976 | Love Really Hurts Without You Billy Ocean                          | DE16 (16 Wo.)DE | — | — | UK2 ×2Doppelplatin · (10 Wo.)UK | US22 (11 Wo.)US | — | — | Erstveröffentlichung: 23. Januar 1976 Autoren: Ben Findon, Les Charles |                                                                                      |
| 1976 | L. O. D. (Love on Delivery) Billy Ocean                            | DE30 (6 Wo.)DE | — | — | UK19 (8 Wo.)UK | — | R&B55 (7 Wo.)R&B | — | Erstveröffentlichung: 18. Juni 1976 Autoren: Ben Findon, Les Charles |                                                                                      |
| 1976 | Stop Me (If You’ve Heard It All Before) Billy Ocean                | — | — | — | UK12 (11 Wo.)UK | — | — | — | Erstveröffentlichung: 8. Oktober 1976 Autoren: Ben Findon, Les Charles, Mike Myers                                                                                        |                                                                                      |
| 1977 | Red Light Spells Danger Billy Ocean                                | DE15 (13 Wo.)DE | — | — | UK2 Platin · (10 Wo.)UK | — | — | — | Erstveröffentlichung: 3. März 1977 Autoren: Ben Findon, Les Charles |                                                                                      |
| 1978 | Tell Him to Move Over City Limit                                   | — | — | — | — | — | — | — | Erstveröffentlichung: 17. März 1978 |                                                                                      |
| 1978 | Everything’s Changed –                                             | — | — | — | — | — | — | — | Erstveröffentlichung: 2. Juni 1978 |                                                                                      |
| 1979 | American Hearts City Limit                                         | — | — | — | UK54 (5 Wo.)UK | — | — | — | Erstveröffentlichung: 3. August 1979 Autoren: Dominic Bugatti, Frank Musker                                                                                               |                                                                                      |
| 1979 | Are You Ready City Limit                                           | DE37 (14 Wo.)DE | — | — | UK42 (7 Wo.)UK | — | — | Dance83 (2 Wo.)Dance | Erstveröffentlichung: 30. November 1979 Autoren: Ken Gold, Billy Ocean |                                                                                      |
| 1980 | Stay the Night City Limit                                          | DE69 (3 Wo.)DE | — | — | — | — | — | Dance4 (21 Wo.)Dance | Erstveröffentlichung: 4. April 1980 Autoren: Ken Gold, Billy Ocean |                                                                                      |
| 1980 | Night (Feel Like Getting Down) Nights (Feel Like Getting Down)     | — | — | — | — | — | R&B7 (19 Wo.)R&B[Dance: ↑] | Dance4 (21 Wo.)Dance | Erstveröffentlichung: Oktober 1980 Autoren: Nigel Martinez, Billy Ocean                                                                                                   |                                                                                      |
| 1981 | Another Day Won’t Matter Nights (Feel Like Getting Down)           | — | — | — | — | — | R&B66 (6 Wo.)R&B | — | Erstveröffentlichung: August 1981 Autoren: Ken Gold, Billy Ocean |                                                                                      |
| 1982 | Calypso Funkin’ Inner Feelings                                     | — | — | — | — | — | R&B72 (5 Wo.)R&B | — | Erstveröffentlichung: Juni 1982 Autoren: Nigel Martinez, Josie James, Billy Ocean                                                                                         |                                                                                      |
| 1982 | I Can’t Stop Inner Feelings                                        | — | — | — | — | — | — | — | Erstveröffentlichung: 1982 |                                                                                      |
| 1984 | Caribbean Queen (No More Love on the Run) Suddenly                 | — | — | — | UK6 Gold · (15 Wo.)UK | US1 Platin · (26 Wo.)US | R&B1 (27 Wo.)R&B | Dance1 (16 Wo.)Dance | Erstveröffentlichung: 12. Juli 1984 Grammy (R&B-Gesang, männlich) Autoren: Keith Diamond, Billy Ocean                                                                     |                                                                                      |
| 1984 | European Queen (No More Love on the Run) Suddenly (Europa-Version) | DE2 (14 Wo.)DE | AT20 (6 Wo.)AT | CH3 (11 Wo.)CH | UK82 (3 Wo.)UK | — | — | — | Erstveröffentlichung: Mai 1984 Autoren: Keith Diamond, Billy Ocean |                                                                                      |
| 1984 | Loverboy Suddenly                                                  | DE12 (16 Wo.)DE | AT6 (12 Wo.)AT | CH13 (8 Wo.)CH | UK15 (10 Wo.)UK | US2 (21 Wo.)US | R&B20 (20 Wo.)R&B | Dance1 (15 Wo.)Dance | Erstveröffentlichung: November 1984 Autoren: Keith Diamond, Billy Ocean, Robert Lange                                                                                     |                                                                                      |
| 1985 | Suddenly                                                           | DE50 (9 Wo.)DE | — | — | UK4 Silber · (14 Wo.)UK | US4 (22 Wo.)US | R&B5 (20 Wo.)R&B | — | Erstveröffentlichung: 1. April 1985 Autoren: Keith Diamond, Billy Ocean                                                                                                   |                                                                                      |
| 1985 | Mystery Lady Suddenly                                              | — | — | — | UK49 (5 Wo.)UK | US24 (15 Wo.)US | R&B10 (14 Wo.)R&B | — | Erstveröffentlichung: Juni 1985 Autoren: Keith Diamond, Billy Ocean, James Woodley                                                                                        |                                                                                      |
| 1985 | When the Going Gets Tough, the Tough Get Going Love Zone           | DE2 (17 Wo.)DE | AT8 (12 Wo.)AT | CH2 (14 Wo.)CH | UK1 Gold · (16 Wo.)UK | US2 (23 Wo.)US | R&B6 (19 Wo.)R&B | Dance31 (5 Wo.)Dance | Erstveröffentlichung: 15. November 1985 vom Soundtrack des Films Auf der Jagd nach dem Juwel vom Nil Autoren: Barry Eastmond, Billy Ocean, Robert Lange, Wayne Brathwaite |                                                                                      |
| 1985 | On the Run (The Battle Is Over) –                                  | — | — | — | — | — | — | — | Erstveröffentlichung: 1985 |                                                                                      |
| 1986 | There’ll Be Sad Songs (To Make You Cry) Love Zone                  | DE36 (10 Wo.)DE | — | — | UK12 (13 Wo.)UK | US1 (21 Wo.)US | R&B1 (21 Wo.)R&B | — | Erstveröffentlichung: April 1986 Autoren: Barry Eastmond, Wayne Brathwaite, Billy Ocean                                                                                   |                                                                                      |
| 1986 | Hold On Brother –                                                  | — | — | — | — | — | — | Dance48 (2 Wo.)Dance | Erstveröffentlichung: April 1986 Autor: Ben Findon Remix: John Morales, Sergio Munzibai                                                                                   |                                                                                      |
| 1986 | Love Zone                                                          | DE73 (2 Wo.)DE | — | — | UK49 (3 Wo.)UK | US10 (16 Wo.)US | R&B1 (15 Wo.)R&B | — | Erstveröffentlichung: Juli 1986 Autoren: Barry Eastmond, Wayne Brathwaite, Billy Ocean                                                                                    |                                                                                      |
| 1986 | Bittersweet Love Zone                                              | — | — | — | UK44 (4 Wo.)UK | — | — | — | Erstveröffentlichung: September 1986 Autoren: Barry Eastmond, Wayne Brathwaite, Billy Ocean                                                                               |                                                                                      |
| 1986 | Love Is Forever –                                                  | — | — | — | UK34 (8 Wo.)UK | — | R&B10 (16 Wo.)R&B | — | Erstveröffentlichung: Oktober 1986 Autoren: Barry Eastmond, Wayne Brathwaite, Billy Ocean                                                                                 |                                                                                      |
| 1986 | Love Really Hurts Without You (1986 Mix) Red Light                 | — | — | — | UK81 (3 Wo.)UK | — | — | — | Erstveröffentlichung: November 1986 Remix: Dave Ford |                                                                                      |
| 1988 | Get Outta My Dreams, Get into My Car Tear Down These Walls         | DE3 (18 Wo.)DE | AT8 (14 Wo.)AT | CH3 (13 Wo.)CH | UK3 Silber · (11 Wo.)UK | US1 (20 Wo.)US | R&B1 (16 Wo.)R&B | Dance25 (6 Wo.)Dance | Erstveröffentlichung: Januar 1988 Autoren: Billy Ocean, Robert Lange |                                                                                      |
| 1988 | Calypso Crazy Tear Down These Walls                                | — | — | — | UK35 (4 Wo.)UK | — | — | — | Erstveröffentlichung: April 1988 Autoren: Billy Ocean, Robert Lange |                                                                                      |
| 1988 | The Colour of Love Tear Down These Walls                           | — | — | — | UK65 (3 Wo.)UK | US17 (16 Wo.)US | R&B10 (13 Wo.)R&B | — | Erstveröffentlichung: Mai 1988 Autoren: Barry Eastmond, Billy Ocean, Jolyon Skinner, Wayne Brathwaite                                                                     |                                                                                      |
| 1988 | Tear Down These Walls                                              | — | — | — | — | — | R&B27 (10 Wo.)R&B | — | Erstveröffentlichung: August 1988 Autoren: Billy Ocean, Robert Lange, Teddy Riley                                                                                         |                                                                                      |
| 1988 | Stand and Deliver Tear Down These Walls                            | — | — | — | UK97 (1 Wo.)UK | — | — | — | Erstveröffentlichung: Oktober 1988 Autoren: Barry Eastmond, Billy Ocean, Jolyon Skinner, Wayne Brathwaite                                                                 |                                                                                      |
| 1989 | License to Chill Greatest Hits                                     | — | — | — | UK81 (1 Wo.)UK | US32 (9 Wo.)US | R&B33 (10 Wo.)R&B | — | Erstveröffentlichung: September 1989 Autoren: Billy Ocean, Robert Lange                                                                                                   |                                                                                      |
| 1990 | I Sleep Much Better (In Someone Else’s Bed) Greatest Hits          | — | — | — | — | — | R&B60 (6 Wo.)R&B | — | Erstveröffentlichung: Januar 1990 feat. The Fresh Prince & Mimi Autoren: Phil Nicholas, Robert Lange, Will Smith                                                          |                                                                                      |
| 1993 | Pressure Time to Move On                                           | — | — | — | UK55 (2 Wo.)UK | — | — | — | Erstveröffentlichung: Januar 1993 Autoren: Clevie Browne, Wycliffe Johnson, Billy Ocean                                                                                   |                                                                                      |
| 1993 | Everything’s so Different Without You Time to Move On              | — | — | — | — | — | R&B91 (3 Wo.)R&B | — | Erstveröffentlichung: Juni 1993 Autoren: Billy Ocean, R. Kelly |                                                                                      |
| 1993 | Pick Up the Pieces (Put It Back) Time to Move On                   | — | — | — | — | — | — | — | Erstveröffentlichung: 1993 |                                                                                      |
| 1994 | Love Really Hurts Without You (Remix ’94) –                        | — | — | — | — | — | — | — | Erstveröffentlichung: 1994 |                                                                                      |
| 2020 | One World                                                          | — | — | — | — | — | — | — | Erstveröffentlichung: 10. Januar 2020 |                                                                                      |
| 2021 | Lovely Day –                                                       | — | — | — | — | — | — | — | Erstveröffentlichung: 29. Januar 2021 mit The Young Voices Choir feat. YolanDa Brown & Ruti                                                                               |                                                                                      |

## Videoalben
| Jahr | Titel                | Anmerkungen                |
| ---- | -------------------- | -------------------------- |
| 1987 | In London            | Erstveröffentlichung: 1987 |
| 1988 | Tear Down These Hits | Erstveröffentlichung: 1988 |
| 1989 | Greatest Hits        | Erstveröffentlichung: 1989 |

## Boxsets
| Jahr | Titel Musiklabel           | Höchstplatzierung, Gesamtwochen, AuszeichnungChartplatzierungen (Jahr, Titel, Musiklabel, Platzierungen, Wochen, Auszeichnungen, Anmerkungen) | Höchstplatzierung, Gesamtwochen, AuszeichnungChartplatzierungen (Jahr, Titel, Musiklabel, Platzierungen, Wochen, Auszeichnungen, Anmerkungen) | Höchstplatzierung, Gesamtwochen, AuszeichnungChartplatzierungen (Jahr, Titel, Musiklabel, Platzierungen, Wochen, Auszeichnungen, Anmerkungen) | Höchstplatzierung, Gesamtwochen, AuszeichnungChartplatzierungen (Jahr, Titel, Musiklabel, Platzierungen, Wochen, Auszeichnungen, Anmerkungen) | Höchstplatzierung, Gesamtwochen, AuszeichnungChartplatzierungen (Jahr, Titel, Musiklabel, Platzierungen, Wochen, Auszeichnungen, Anmerkungen) | Höchstplatzierung, Gesamtwochen, AuszeichnungChartplatzierungen (Jahr, Titel, Musiklabel, Platzierungen, Wochen, Auszeichnungen, Anmerkungen) | Anmerkungen                                      |
| Jahr | Titel Musiklabel           | DE | AT | CH | UK | US | R&B | Anmerkungen                                      |
| ---- | -------------------------- | --- | --- | --- | --- | --- | --- | ------------------------------------------------ |
| 2016 | Here You Are + The Best of | — | — | — | UK4 Silber · (12 Wo.)UK | — | — | Erstveröffentlichung: 29. April 2016 Doppelalbum |

## Promoveröffentlichungen
| Jahr | Titel Musiklabel                   | Anmerkungen                |
| ---- | ---------------------------------- | -------------------------- |
| 1984 | The Long and Winding Road Suddenly | Erstveröffentlichung: 1984 |
| 2003 | Baby Can I Hold You? –             | Erstveröffentlichung: 2003 |
| 2009 | Can’t Take It Because I Love You   | Erstveröffentlichung: 2009 |
| 2009 | Because I Love You                 | Erstveröffentlichung: 2009 |
| 2013 | Having a Party Here You Are        | Erstveröffentlichung: 2013 |

## Sonderveröffentlichungen
| Jahr | Titel Musiklabel                                 | Anmerkungen                                                        |
| ---- | ------------------------------------------------ | ------------------------------------------------------------------ |
| 1988 | The Billy Ocean Collection Castle Communications | Erstveröffentlichung: 1988 Teil der Reihe The Collector Series     |
| 1994 | Greatest Hits Galaxy                             | Erstveröffentlichung: 1994 Teil der Reihe The Starlight Collection |
| 2012 | S.O.U.L. : Billy Ocean Sony                      | Erstveröffentlichung: 2012 Teil der Reihe S.O.U.L.                 |
| 2013 | Playlist: The Very Best of Billy Ocean Sony      | Erstveröffentlichung: 21. Mai 2013 Teil der Reihe Playlist         |

## Statistik

### Chartauswertung
|                     | DE    | AT    | CH    | UK     | US    | R&B     |
| ------------------- | ----- | ----- | ----- | ------ | ----- | ------- |
| Nummer-eins-Alben   | DE—DE | AT—AT | CH—CH | UK—UK  | US—US | R&B1R&B |
| Top-10-Alben        | DE—DE | AT—AT | CH1CH | UK6UK  | US2US | R&B3R&B |
| Alben in den Charts | DE3DE | AT2AT | CH2CH | UK10UK | US5US | R&B6R&B |

|                       | DE     | AT    | CH    | UK     | US     | R&B      | Dance       |
| --------------------- | ------ | ----- | ----- | ------ | ------ | -------- | ----------- |
| Nummer-eins-Singles   | DE—DE  | AT—AT | CH—CH | UK1UK  | US3US  | R&B4R&B  | Dance2Dance |
| Top-10-Singles        | DE3DE  | AT3AT | CH3CH | UK6UK  | US7US  | R&B10R&B | Dance3Dance |
| Singles in den Charts | DE12DE | AT4AT | CH4CH | UK23UK | US11US | R&B18R&B | Dance7Dance |

### Auszeichnungen für Musikverkäufe
| Goldene Schallplatte - Australien - 1986: für die Single When the Going Gets Tough, the Tough Get Going - 1990: für das Album Greatest Hits - 2016: für das Album Tear Down These Walls - Belgien - 1986: für die Single When the Going Gets Tough, the Tough Get Going - Kanada - 1985: für die Single Caribbean Queen - 1985: für die Single Loverboy - 1988: für die Single Get Outta My Dreams, Get into My Car - Neuseeland - 1985: für das Album Suddenly - 1986: für das Album Love Zone - 1988: für das Album Tear Down These Walls - 1988: für die Single Get Outta My Dreams, Get into My Car - 1990: für das Album Greatest Hits - Schweden - 1986: für die Single When the Going Gets Tough, the Tough Get Going | Platin-Schallplatte - Australien - 2016: für die Single Get Outta My Dreams, Get into My Car - Kanada - 1988: für das Album Tear Down These Walls - 1991: für das Album Greatest Hits - Niederlande - 1986: für die Single When the Going Gets Tough, the Tough Get Going 2× Platin-Schallplatte - Kanada - 1986: für das Album Love Zone 3× Platin-Schallplatte - Kanada - 1988: für das Album Suddenly |

Anmerkung: Auszeichnungen in Ländern aus den Charttabellen bzw. Chartboxen sind in ebendiesen zu finden.
| Land/RegionAuszeichnungen für Musikverkäufe (Land/Region, Auszeichnungen, Verkäufe, Quellen) | Silber     | Gold       | Platin       | Verkäufe  | Quellen                                 |
| -------------------------------------------------------------------------------------------- | ---------- | ---------- | ------------ | --------- | --------------------------------------- |
| Australien (ARIA)                                                                            | —          | 3× Gold3   | Platin1      | 175.000   | Einzelnachweise                         |
| Belgien (BRMA)                                                                               | —          | Gold1      | —            | 100.000   | worldradiohistory.com                   |
| Kanada (MC)                                                                                  | —          | 3× Gold3   | 7× Platin7   | 850.000   | musiccanada.com                         |
| Neuseeland (RMNZ)                                                                            | —          | 5× Gold5   | —            | 50.000    | aotearoamusiccharts.co.nz               |
| Niederlande (NVPI)                                                                           | —          | —          | Platin1      | 100.000   | nvpi.nl                                 |
| Schweden (IFPI)                                                                              | —          | Gold1      | —            | 50.000    | worldradiohistory.com (PDF-Datei, S. 5) |
| Vereinigte Staaten (RIAA)                                                                    | —          | Gold1      | 6× Platin6   | 7.000.000 | riaa.com                                |
| Vereinigtes Königreich (BPI)                                                                 | 4× Silber4 | 5× Gold5   | 6× Platin6   | 4.320.000 | bpi.co.uk                               |
| Insgesamt                                                                                    | 4× Silber4 | 19× Gold19 | 21× Platin21 |           |                                         |